# Isle of Purbeck

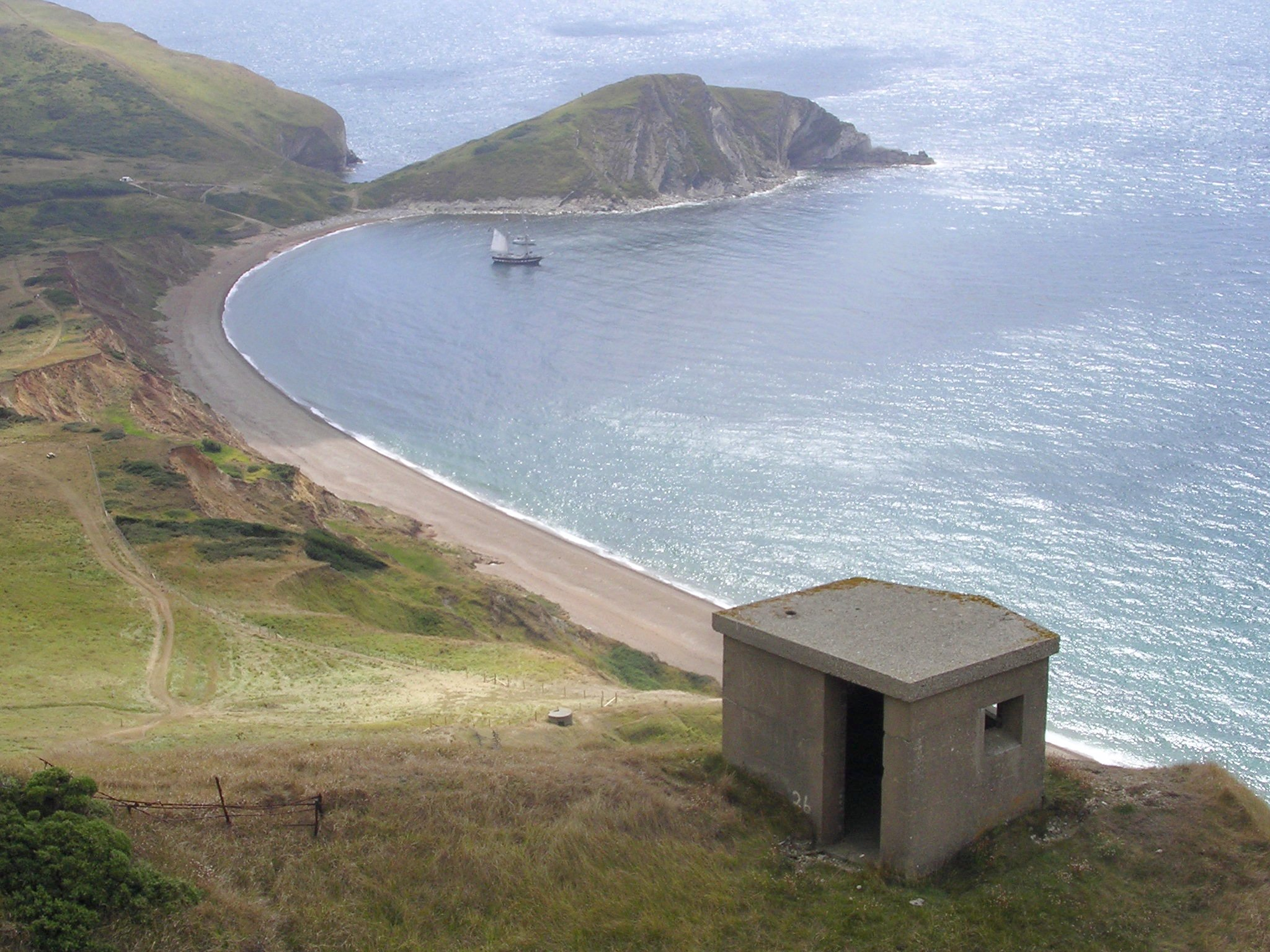
Worbarrow Bay.

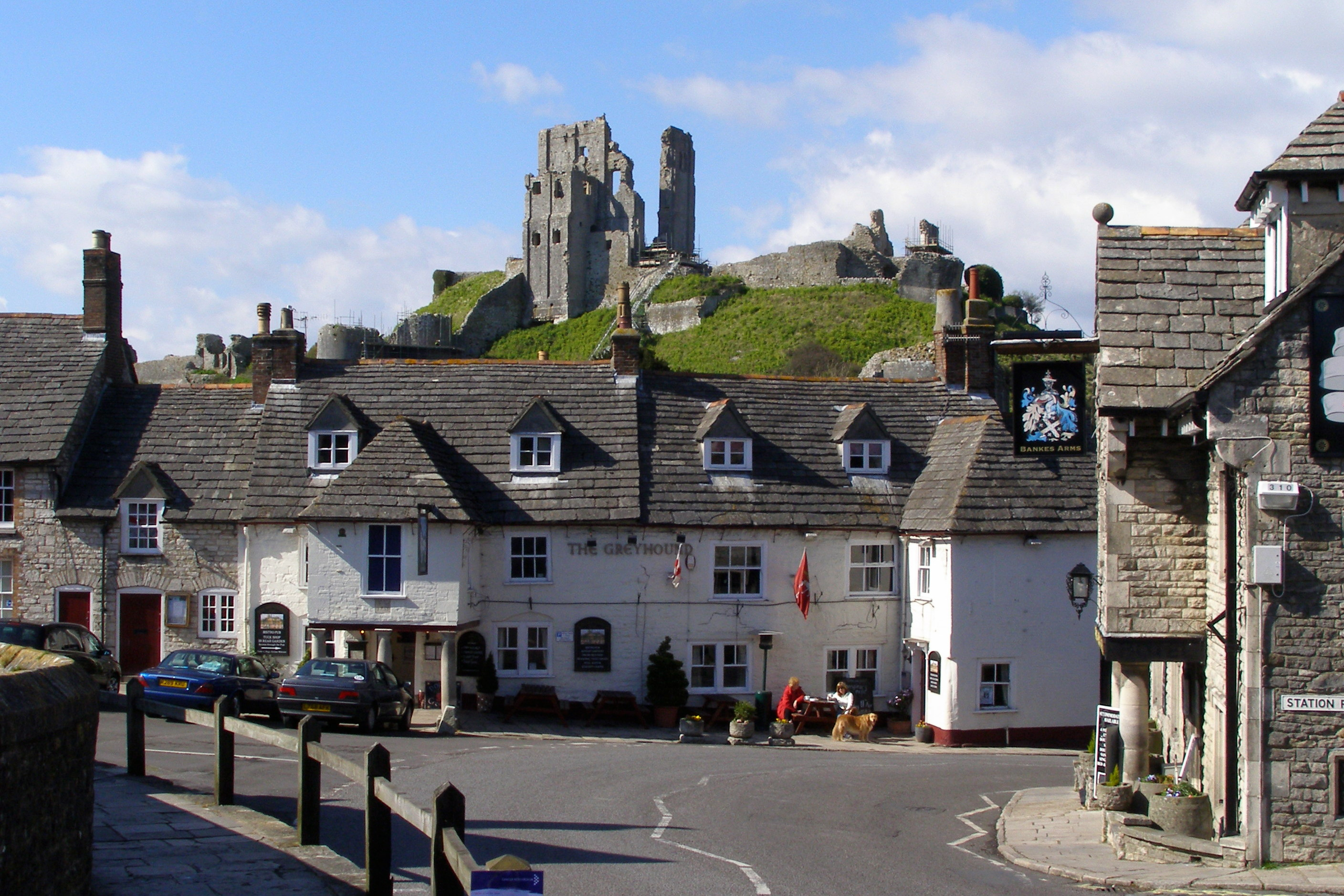
Byn Corfe Castle.

Isle of Purbeck är en halvö i grevskapet Dorset i England. Halvön  gränsar till Engelska kanalen i söder och öster, med branta kuster, och det sanka landskapet på floden Frome  och Poole Harbour i norr. Den västra gränsen är svårare att definiera men ligger ungefär vid Flower's Barrow vid Worbarrow Bay. Den sydligaste punkten är St Aldhelm's eller St Alban's Head. Kusten längs halvön har erosionproblem.  Ett flertal brittisk-romerska platser har hittats i området. 